# 薩洲洋康貴
薩洲洋 康貴（さっしゅうなだ やすたか、1957年6月7日 - ）は、鹿児島県指宿市出身で井筒部屋（入門時は君ヶ濱部屋）に所属した元大相撲力士。本名は吉崎 克幸（よしざき かつゆき）。最高位は西前頭筆頭（1988年3月場所）。現役時代の体格は183cm、150kg。得意手は突き、押し、叩き、引き。現在は、年寄・立田山である。

## 来歴・人物
乾物店の長男で、指宿市立北指宿中学校では柔道に打ち込んでいた。鹿児島実業高等学校に進学してからも柔道を継続するつもりであったがレギュラーになれず、困っていたところ相撲部に勧誘されて相撲に転向した。
高校在学中に君ヶ濱部屋へ入門し、1976年1月場所にて、18歳で初土俵を踏んだ。1978年1月から、師匠（元関脇・鶴ヶ嶺）の年寄名跡変更に伴い、所属の部屋名が井筒部屋となった。
当初の四股名は本名でもある「吉崎」だった。その後、1982年9月より故郷の地名（薩摩）にちなんだ「薩州洋」に改名している。1983年1月場所前には「薩洲洋」に再改名し、以後引退までこの名で通した。
高校時代に相撲部で活躍した経験を持ち、初めて番付についた1976年3月場所では序ノ口で優勝を果たすも、その後の出世は決して早い方とは言えなかった。三段目、幕下で足踏みを続けたが1984年7月場所では同部屋の寺尾と同時に十両へ昇進。そして、1986年9月場所で新入幕を果たした。初土俵から10年8ヵ月を要しての入幕で、この時すでに29歳となっていた。
高校時代は右四つ相撲を得意としたが大相撲入り後は突き、押しを中心とした取り口に変え、重い突っ張りの取り口で活躍した。しかし突っ張りを出すスピードが遅かったため、幕内上位陣には通じず、横綱・大関陣との対戦圏内には2度進んだが、いずれも4勝11敗に終わっている。現役終盤期には立合いかわされただけで、自滅同然に膝から落ちる相撲が増えていった。
序ノ口に付いた1976年3月場所から引退直前まで一度も休場はなく、「1077回連続出場」という記録を残した。西幕下7枚目の地位で全休した1992年9月場所を最後に35歳で引退した。
引退後は借株で錣山、春日山、熊ヶ谷、立田山を襲名し、のち立田山を正式に取得した。井筒部屋付きの親方として後進の指導に当たり、同部屋の霧島が陸奥部屋を継承するとこれに伴い陸奥部屋に移籍した。2022年6月に停年を迎えた後も再雇用により参与として引き続き協会に在籍している。2024年4月2日付で陸奥部屋が閉鎖されたことに伴い追手風部屋に移籍した。

## エピソード
- 髪が薄いため、群馬県に行くと同県出身の小結・琴稲妻（現・粂川親方）とよく間違えられた。
- 鹿児島実業高校の1年先輩に元巨人の定岡正二がいる。鹿児島実業高は薩洲洋の在籍当時男子校だったにもかかわらず「相撲部は大会で好成績を上げても異性からは見向きもされないが、野球部は練習が始まると女子高生が定岡目当てにグラウンド周辺に群がっていた」と話している。
- 親方としての所属である陸奥部屋の公式サイトによると、趣味はサウナ、好きな食べ物は何でも。2023年時点の体重は115kg[4]。

## 主な成績・記録
- 通算成績：545勝532敗7休 勝率.506
- 幕内成績：129勝156敗 勝率.453
- 現役在位：100場所
- 幕内在位：19場所
- 連続出場：1077回（序ノ口以来、1976年3月場所-1992年7月場所）
- 各段優勝
  - 十両優勝：1回（1985年9月場所）
  - 幕下優勝：1回（1984年5月場所）
  - 序ノ口優勝：1回（1976年3月場所）

## 場所別成績
| | 一月場所 初場所（東京） | 三月場所 春場所（大阪） | 五月場所 夏場所（東京） | 七月場所 名古屋場所（愛知） | 九月場所 秋場所（東京） | 十一月場所 九州場所（福岡） |
| --- | ----------------------- | ----------------------- | ----------------------- | --------------------------- | ----------------------- | --------------------------- |
| 1976年 （昭和51年） | 番付外 3–0              | 西序ノ口18枚目 優勝 7–0 | 東序二段36枚目 4–3      | 西序二段14枚目 5–2          | 東三段目72枚目 3–4      | 西三段目87枚目 6–1          |
| 1977年 （昭和52年） | 西三段目40枚目 3–4      | 西三段目5枚目 5–2       | 東三段目14枚目 3–4      | 東三段目26枚目 4–3          | 西三段目14枚目 3–4      | 西三段目24枚目 5–2          |
| 1978年 （昭和53年） | 西三段目2枚目 2–5       | 西三段目23枚目 2–5      | 東三段目47枚目 4–3      | 東三段目30枚目 5–2          | 東幕下59枚目 4–3        | 東幕下50枚目 3–4            |
| 1979年 （昭和54年） | 東三段目2枚目 3–4       | 西三段目15枚目 3–4      | 西三段目27枚目 4–3      | 西三段目16枚目 4–3          | 西三段目7枚目 6–1       | 東幕下39枚目 4–3            |
| 1980年 （昭和55年） | 東幕下30枚目 3–4        | 東幕下41枚目 3–4        | 西幕下51枚目 6–1        | 西幕下22枚目 5–2            | 東幕下12枚目 3–4        | 東幕下20枚目 1–6            |
| 1981年 （昭和56年） | 西幕下43枚目 5–2        | 東幕下27枚目 4–3        | 東幕下16枚目 2–5        | 東幕下32枚目 4–3            | 西幕下24枚目 3–4        | 東幕下31枚目 5–2            |
| 1982年 （昭和57年） | 西幕下16枚目 5–2        | 西幕下6枚目 3–4         | 西幕下12枚目 3–4        | 東幕下9枚目 1–6             | 東幕下34枚目 5–2        | 東幕下18枚目 4–3            |
| 1983年 （昭和58年） | 西幕下10枚目 3–4        | 西幕下18枚目 4–3        | 西幕下12枚目 3–4        | 西幕下18枚目 4–3            | 東幕下13枚目 3–4        | 東幕下20枚目 4–3            |
| 1984年 （昭和59年） | 東幕下12枚目 2–5        | 西幕下28枚目 5–2        | 東幕下12枚目 優勝 7–0   | 東十両11枚目 8–7            | 東十両8枚目 8–7         | 西十両6枚目 9–6             |
| 1985年 （昭和60年） | 西十両5枚目 9–6         | 西十両筆頭 7–8          | 西十両3枚目 9–6         | 西十両2枚目 7–8             | 東十両4枚目 優勝 10–5   | 西十両筆頭 6–9              |
| 1986年 （昭和61年） | 東十両6枚目 7–8         | 西十両8枚目 8–7         | 東十両6枚目 10–5        | 西十両筆頭 10–5             | 西前頭11枚目 8–7        | 東前頭6枚目 6–9             |
| 1987年 （昭和62年） | 東前頭11枚目 8–7        | 西前頭7枚目 6–9         | 西前頭11枚目 8–7        | 東前頭6枚目 5–10            | 東前頭13枚目 9–6        | 西前頭5枚目 7–8             |
| 1988年 （昭和63年） | 東前頭6枚目 9–6         | 西前頭筆頭 4–11         | 東前頭10枚目 8–7        | 西前頭5枚目 7–8             | 東前頭6枚目 6–9         | 西前頭9枚目 8–7             |
| 1989年 （平成元年） | 西前頭4枚目 4–11        | 東前頭10枚目 7–8        | 西前頭11枚目 8–7        | 東前頭9枚目 6–9             | 東前頭14枚目 5–10       | 東十両7枚目 8–7             |
| 1990年 （平成2年） | 西十両2枚目 9–6         | 東十両筆頭 5–10         | 東十両6枚目 6–9         | 西十両10枚目 9–6            | 西十両5枚目 7–8         | 西十両6枚目 9–6             |
| 1991年 （平成3年） | 東十両2枚目 6–9         | 西十両6枚目 7–8         | 西十両8枚目 8–7         | 西十両6枚目 5–10            | 東十両10枚目 7–8        | 西十両11枚目 8–7            |
| 1992年 （平成4年） | 西十両7枚目 7–8         | 西十両8枚目 5–10        | 西幕下筆頭 5–2          | 東十両11枚目 4–11           | 西幕下7枚目 引退 0–0–7  | x                           |
| 各欄の数字は、「勝ち-負け-休場」を示す。 優勝 引退 休場 十両 幕下 三賞：敢=敢闘賞、殊=殊勲賞、技=技能賞 その他：★=金星 番付階級：幕内 - 十両 - 幕下 - 三段目 - 序二段 - 序ノ口 幕内序列：横綱 - 大関 - 関脇 - 小結 - 前頭（「#数字」は各位内の序列） |                         |                         |                         |                             |                         |                             |

## 幕内対戦成績
| 力士名   | 勝数 | 負数 | 力士名   | 勝数 | 負数 | 力士名   | 勝数 | 負数 | 力士名         | 勝数 | 負数 |
| -------- | ---- | ---- | -------- | ---- | ---- | -------- | ---- | ---- | -------------- | ---- | ---- |
| 安芸ノ島 | 0    | 3    | 朝潮     | 0    | 1    | 板井     | 8    | 4    | 恵那櫻         | 7    | 4    |
| 巨砲     | 5    | 5    | 大錦     | 1    | 2    | 大乃国   | 0    | 1    | 魁輝           | 0    | 1    |
| 春日富士 | 1    | 2    | 北勝鬨   | 0    | 1    | 騏ノ嵐   | 3    | 2    | 旭道山         | 2    | 3    |
| 起利錦   | 4    | 6    | 麒麟児   | 1    | 4    | 蔵間     | 2    | 1    | 高望山         | 6    | 8    |
| 港龍     | 2    | 0    | 琴稲妻   | 5    | 4    | 琴ヶ梅   | 2    | 4    | 琴錦           | 0    | 1    |
| 琴富士   | 2    | 2    | 佐賀昇   | 0    | 1    | 佐田の海 | 4    | 3    | 太寿山         | 6    | 4    |
| 大徹     | 6    | 2    | 孝乃富士 | 6    | 7    | 隆三杉   | 3    | 6    | 多賀竜         | 10   | 3    |
| 玉龍     | 1    | 7    | 竹葉山   | 1    | 0    | 出羽の花 | 2    | 3    | 闘竜           | 5    | 3    |
| 栃司     | 4    | 5    | 栃剣     | 4    | 1    | 栃乃和歌 | 2    | 4    | 豊ノ海(貴ノ浜) | 0    | 3    |
| 南海龍   | 2    | 1    | 花乃湖   | 2    | 3    | 花ノ国   | 4    | 2    | 藤ノ川         | 1    | 1    |
| 富士乃真 | 4    | 5    | 鳳凰     | 1    | 1    | 北天佑   | 0    | 1    | 前乃臻         | 0    | 2    |
| 益荒雄   | 0    | 7    | 三杉里   | 2    | 5    | 両国     | 1    | 9    | 若瀬川         | 5    | 4    |

## 改名歴
- 吉崎 克幸（よしざき かつゆき）1976年3月場所-1982年7月場所
- 薩州洋 克之（さっしゅうなだ かつゆき）1982年9月場所
- 薩州洋 克幸（- かつゆき）1982年11月場所
- 薩洲洋 康貴（- やすたか）1983年1月場所-1992年9月場所

## 年寄変遷
- 錣山 康貴（しころやま やすたか）1992年9月-1992年11月
- 錣山 克幸（- かつゆき）1992年11月-1993年3月
- 錣山 仁一（- まさかず）1993年3月-1994年7月
- 春日山 仁一（かすがやま -）1994年7月-1994年9月
- 春日山 豪力（- かつよし）1994年9月-1996年9月
- 熊ヶ谷 豪力（くまがたに -）1996年9月-1996年11月
- 熊ヶ谷 豪秀（- としひで）1996年11月-1998年1月
- 立田山 豪秀（たつたやま -）1998年1月-1998年3月
- 立田山 裕教（- ひろかず）1998年3月-